# پهن‌ماهی تابستانه
پهن‌ماهی تابستانه (نام علمی: Paralichthys dentatus) نام یک گونه از تیره پهن‌ماهیان دندان‌بزرگ است.